# Thiên đường vắng em
Stairway to Heaven là một bộ phim truyền hình dài tập thể loại tình cảm lãng mạn của Philippines do Joyce E. Bernal, Andoy Ranay và Mac Alejandre đồng đạo diễn và Dingdong Dantes và Rhian Ramos đóng chính. Phim được công chiếu trên hệ thống truyền hình GMA Network và lấy cảm hứng từ tác phẩm cùng tên ra mắt năm 2003 của Hàn Quốc. Stairway to Heaven gồm 65 tập, trình chiếu tập đầu tiên vào ngày 14 tháng 9 năm 2009 và kết thúc vào ngày 11 tháng 12 cùng năm.
Bộ phim được hãng GMA Records phát hành trên định dạng DVD và được trình chiếu trên YouTube.

## Diễn viên
- Dingdong Dantes vai Pocholo 'Cholo' Fuentebella (Cha Song Ju)
- Rhian Ramos vai Jodi Reyes-Fuentebella / Jenna (Han Jeong Seo / Kim Ji Soo)
- TJ Trinidad vai Tristan Aragon / Charlie (Han Tae Hwa / Han Chul Soo)
- Glaiza de Castro vai Eunice Aragon (Han Yoo Ri)
- Jean Garcia vai Maita Aragon-Reyes (Tae Mi Ra)
- Sandy Andolong vai Zoila Fuentebella (Seo Min Hyun)
- Karen delos Reyes vai Bernadette Mallari
- Jestoni Alarcon vai Jovan Reyes
- Joshua Dionisio vai young Cholo
- Barbie Forteza vai young Jodi
- Jake Vargas vai young Tristan
- Jhoana Marie Tan vai young Eunice

## Rating
Theo trang web AGB Nielsen Philippines, tập đầu của Stairway to Heaven có tỉ lệ rating là 33,5%, trong khi tập cuối có tỉ lệ rating là 30,7%.

## Giải thưởng và đề cử
| Năm  | Giải thưởng                                                           | Hạng mục                             | Đối tượng          | Kết quả   | Tham khảo |
| ---- | --------------------------------------------------------------------- | ------------------------------------ | ------------------ | --------- | --------- |
| 2010 | Giải Truyền hình châu Á                                               | Nam diễn viên chính xuất sắc         | Dingdong Dantes    | Đề cử     | [ 7 ]     |
| 2010 | Giải Guillermo Mendoza lần thứ 37                                     | Phim truyền hình được yêu thích nhất | Stairway to Heaven | Đề cử     |           |
| 2010 | Giải Ngôi sao Truyền hình của Câu lạc bộ Báo chí Điện ảnh Philippines | Nam diễn viên truyền hình xuất sắc   | Dingdong Dantes    | Đoạt giải | [ 8 ]     |